# نك كلغ
نك كلغ (بالإنجليزية: Nick Clegg)‏ (7 يناير 1967 -)، كان نائب رئيس وزراء البريطاني من 11 مايو 2010، وزعيم حزب الديمقراطيين الليبراليين منذ 18 ديسمبر 2007.

## عن حياته
- تلقى تعليمه في مدرسة ويستمنستر في لندن، قبل أن يدرس علم الآثار وعلم الإنسان في كلية روبنسن التابعة لجامعة كامبريدج. درس لًا حقا في جامعة مينوسوتا وكذلك في كلية أوروبا.
- أول منصب رئيسي له كان عندما انتخب عضواً في البرلمان الأوروبي عن دائرة إيست مدلاند وسط بريطانيا (إحدى دوائر البرلمان الأوروبي الانتخابية) وذلك بالفترة من 10 يونيو 1999 إلى 10 يونيو 2004.[11] وفي عام 2005 انتخب نائبًا في مجلس العموم عن دائرة شيفيلد هالام.[12] وفي 2 مارس 2006 أصبح مسؤول الشؤون الداخلية في حزب الديمقراطيين الليبراليين.[13] وفي 18 ديسمبر 2007 استطاع الفوز بزعامة الحزب بعد أن هزم رئيسة الأسبق كريس هون في انتخابات زعامة الحزب.[14] وبالإضافة إلى نشاطاته البرلمانية، قام بتأليف عدد من الكتب والمنشورات التي تتناول القضايا السياسية.

### انتخابات 2010
استطاع حزب الديمقراطيون الليبراليون بقيادته أن يحقق تقدما في استطلاعات الرأي التي تلت المناظرات التلفزيونية التي سبقت العملية الانتخابية مع خصميه زعيم حزب العمال جوردون براون وزعيم حزب المحافظين ديفيد كاميرون. وبعد الانتخابات التي أفرزت برلمانا معلقا لم يحصل خلالها الحزبان الكبيران (العمال والمحافظين) على الأغلبية المطلقة التي تمكنهم من تشكيل الحكومة أعلن زعيم حزب المحافظين ديفيد كاميرون إنه يرغب في التوصل إلى اتفاق كبير ومفتوح وشامل لتقاسم السلطة مع الديمقراطيين الليبراليين الذي جاء في المرتبة الثالثة في الانتخابات، كما أعلن زعيم حزب العمال رئيس الوزراء جوردون براون بأنه يجب منح حزبي المحافظين والديمقراطيين الليبراليين المعارضين الوقت الذي يحتاجانه لإجراء محادثات بشأن اتفاق محتمل لتولي الحكم سويًا. وقد أجرى مفاوضات باسم الحزب مع حزبي المحافظين والعمال، وقد فشلت المفاوضات بينهم وبين العمال، وأدى ذلك إلى استقالة رئيس الوزراء جوردون براون بعد الاتفاق على عقد تحالف بين الديمقراطيين الليبراليين والمحافظين. وقد عين نائبًا لرئيس الحكومة بعد موافقة الملكة إليزابيث الثانية، بالإضافة إلى أربع مناصب وزارية أخرى لمصلحة الديمقراطيين الليبراليين.

## حياته الأسرية

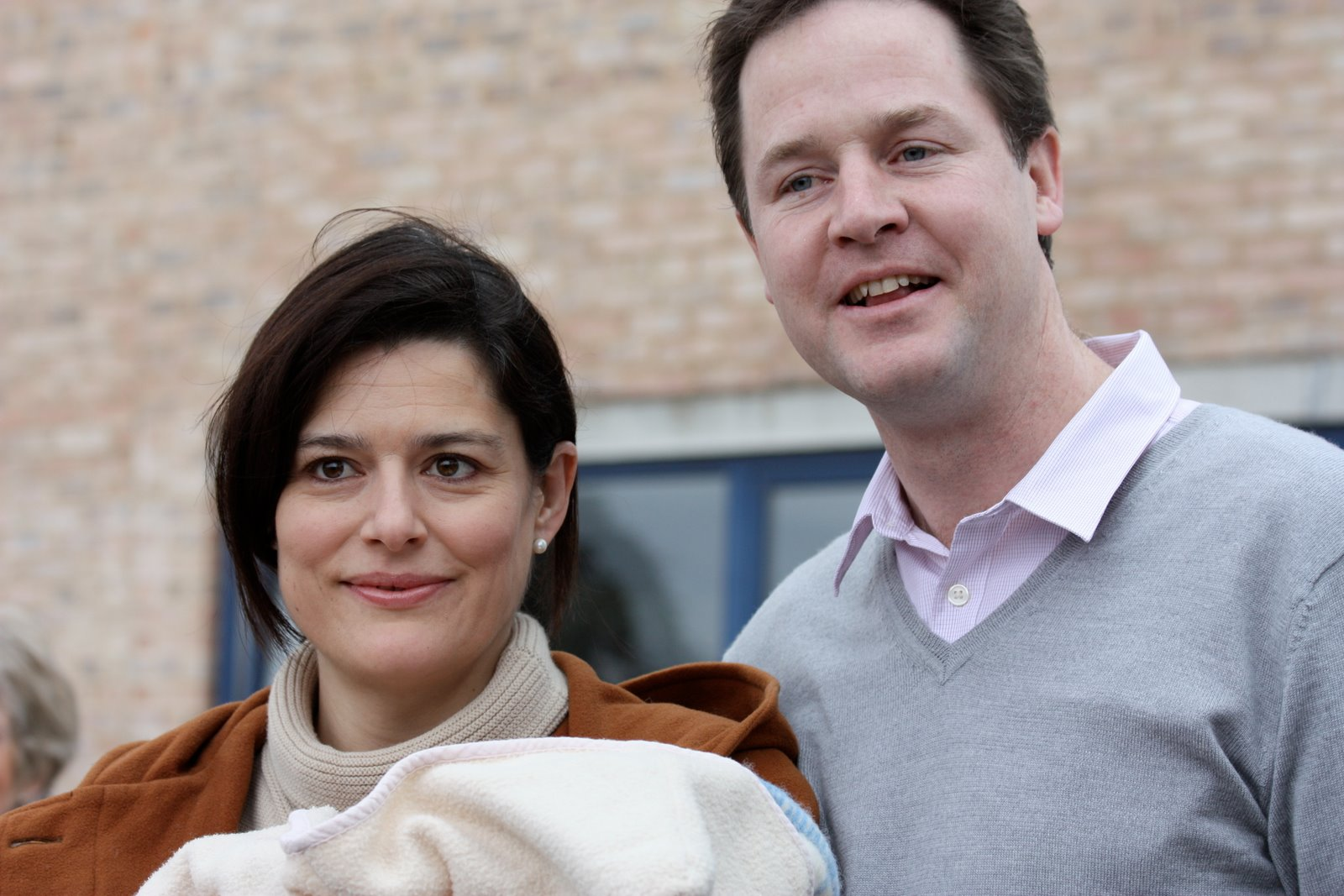
صوره له مع زوجته ميريام غونزاليز دورانتيز

متزوج من المحامية الإسبانية وهي إحدى شركاء شركة دي إل آ بايبر القانونية الدولية، ولديهما ثلاثة أطفال، وتؤمن زوجته وأطفاله بالمسيحية الكاثوليكية، في حين إنه صرح بأنه ملحد إلا أنه يكن احترامًا للأشخاص الذين لديهم إيمان.

## وصلات خارجية
- نك كلغ على موقع IMDb (الإنجليزية)
- نك كلغ على موقع الموسوعة البريطانية (الإنجليزية)
- نك كلغ على موقع مونزينجر (الألمانية)
- نك كلغ على موقع ميوزك برينز (الإنجليزية)
- نك كلغ على موقع إن إن دي بي (الإنجليزية)

- الموقع الرسمي
- سيرة من الموقع الرسمي للديمقراطيين الأحرار
- Sheffield Liberal Democrats